# 尼姆羅德 (蒙大拿州)
尼姆羅德（英語：Nimrod）是位於美國蒙大拿州格拉尼特縣的鬼鎮。

## 歷史
尼姆羅德的郵局於1903年設立，1910年關閉後又於1915年重啟，最終於1962年停運。

## 地理
尼姆羅德所處的海拔為高於海平面1133米（即3717英呎），而該地所採用的時區為UTC-7，即北美山地時區（MST）。同時該地設有夏令時間，為UTC-7調快一小時，即UTC-6（MDT）。